# Pomník Dr. Martina Luthera (Aš)
Pomník Dr. Martina Luthera stojí ve městě Aš v Karlovarském kraji v blízkosti místní radnice a Husova náměstí. Je jediným pomníkem této osobnosti v České republice.

## Historie
Pomník byl odhalen 11. listopadu 1883 v rámci oslav Lutherfest při příležitosti 400. výročí narození Martina Luthera. Odkazuje na luteránskou tradici na Ašsku. Zdejší evangelický sbor patřil k největším v Rakousku-Uhersku. Náklady na jeho pořízení byly 6 775 marek. V roce 2018 byl vyhlášen kulturní památkou. 
Od roku 2008 stojí na nynějším místě. V sousedství stával evangelický kostel Svaté Trojice, který roku 1960 vyhořel a v roce 2003 byly vyznačeny jeho původní základy. V roce 2013 byl poničen padlou větví a náklady na jeho opravu si vyžádaly okolo 100 000 korun.

## Popis
Model vytvořil norimberský sochař Johann Wolfgang Rössner (1841–1911). Sochu v životní velikosti pak v Norimberku odlil Christoph Albrecht Lenz, jehož rod se věnuje uměleckému slévárenství od roku 1829 do současnosti. Oba umělci spolupracovali i na pomníku Martina Behaima na náměstí Theresienplatz v Norimberku. Podstavec z leštěného syenitu vytvořil kameník Wilhelm Wölfel z bavorského Selbu. Na jeho přední straně je nápis "Dr. MARTIN LUTHER" a na zadní pak "Enthüllt am 10. November 1883". Renovaci z roku 1999 připomíná nápis "Restauriert im Jahre 1999 durch dem Heimatverband des Kreises Asch und die Stadt Asch".
Pomník je jedním z posledních dochovaných historických objektů z území původního centra města. Martin Luther je vyobrazen v dlouhém kabátu. Pravou rukou si sahá na srdce, v levé pak drží bibli. Socha je specifická také svými detaily – například vyobrazením vystouplých žil.